# Cynoglossidae
Famille
Les Cynoglossidae sont une famille de poissons pleuronectiformes (c'est-à-dire des poissons plats ayant des côtés dissemblables).

## Liste des genres
Selon World Register of Marine Species (15 mars 2018) et FishBase (15 mars 2018) :
- sous-famille Cynoglossinae
  - genre Cynoglossus Hamilton, 1822
  - genre Paraplagusia Bleeker, 1865
- sous-famille Symphurinae
  - genre Symphurus Rafinesque, 1810

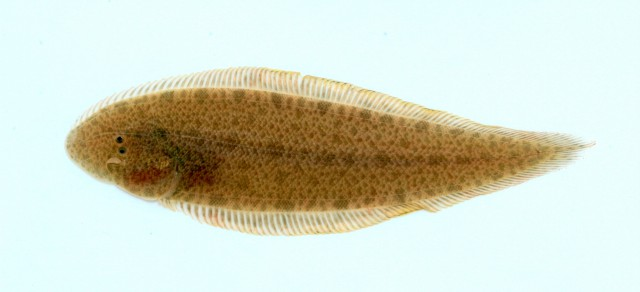
Cynoglossus feldmanni
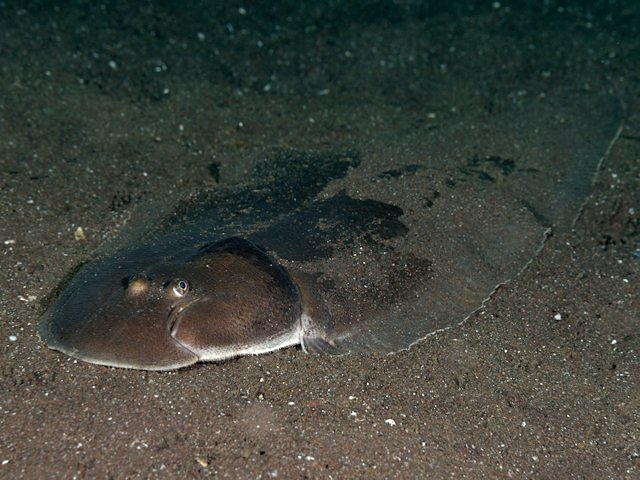
Paraplagusia japonica
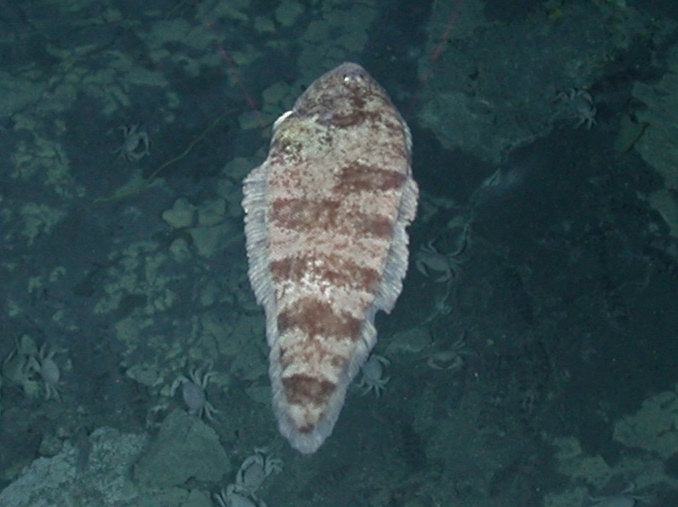
Symphurus thermophilus

## Publication originale
- Jordan & Goss, 1889 : A review of the flounders and soles (Pleuronectidae) of America and Europe. United States Commission of Fish and Fisheries, Report of the Commissioner, vol. 14, n. 2, pp. 225–342 (texte intégral) (en).